# ダニエル・マクドナルド
ダニエル・マクドナルド（Danielle Macdonald、1991年5月19日 - ）は、アメリカの女優。

## 略歴
マクドナルドは1991年にシドニー生まれる。ニューサウスウェールズ州ナレンバーンのオーストラリア舞台芸術研究所に参加する。18歳のとき、演技のキャリアを追求するためにロサンゼルスに移る。

## 経歴
マクドナルドは18歳で演技のキャリアを追求するためにロサンゼルスに移る。
彼女はもともとABCドラマシリーズ『Huge』に出演予定だったが、ビザの申請が間に合わず、出演することができなかった。
彼女の最初の長編映画は、2013年のサンダンス映画祭で初演された『ザ・イースト』である。
マクドナルドは、ダコタ・ファニング、ダイアン・レイン、エリザベス・バンクスとともに、2014年の犯罪映画 『シークレット・デイ』でアリス・マニング役で主演したことで注目を集めた。
この映画についてニューヨーク・デイリーニュースのキャサリン・プシュカルは、「この映画でダニエル・マクドナルドは、残酷で嫉妬深いアリスを演じきった。」と評した。
2016年に、彼女は『アメリカン・ホラー・ストーリー』のシーズンフィナーレに出演した。
翌年、マクドナルドは映画『パティ・ケイク$』で、ニュージャージー州出身のラッパー役として主演した。
2017年12月には、Netflixのコメディシリーズ『イージー』に出演、娘を毎週教会へ行くよう強制する裕福な両親に報復する若者役を演じた。
2018年には、2つのNetflix映画に出演し、ジュリー・マーフィーによるヤングアダルト小説『ダンプリン』でジェニファー・アニストンと共演した。
そして『バード・ボックス』ではオリンピア役を演じた。

## フィルモグラフィー

### 映画
| 年   | 邦題/原題                                               | 役名                         | 備考 |
| ---- | ------------------------------------------------------- | ---------------------------- | ---- |
| 2010 | The Thief                                               | キャシー                     |      |
| 2013 | ザ・イースト The East                                   | テス                         |      |
| 2013 | Trust Me                                                | デリア                       |      |
| 2014 | シークレット・デイ Every Secret Thing                   | アリス・マニング             |      |
| 2015 | Tortoise                                                | テリー                       |      |
| 2017 | パティ・ケイク$ Patti Cake$                             | パティ                       |      |
| 2017 | レディ・バード Lady Bird                                | オリビア                     |      |
| 2018 | SKIN 短編Skin                                           | ジュリー・プライス           |      |
| 2018 | SKIN/スキン Skin                                        | ジュリー・プライス           |      |
| 2018 | バード・ボックス Bird Box                               | オリンピア                   |      |
| 2018 | ダンプリン Dumplin'                                     | ウィローディーン・ディクソン |      |
| 2020 | フレンチ・イグジット 〜さよならは言わずに〜 French Exit | マデリン                     |      |
| 2020 | フィガロに恋して Falling for Figaro                     | ミリー                       |      |